# شهرستان استادار (میزوری)
شهرستان استادار، میزوری (به انگلیسی: Stoddard County, Missouri) یک سکونتگاه مسکونی در ایالات متحده آمریکا است که در میزوری واقع شده‌است.